# یونس بن عبدالرحمن
مهدیه بن عبدالرحمن قمی، از اصحاب اجماع و از شاگردان خاص ائمه دوازده گانه شیعه است که سه امام شیعه، جعفر صادق، موسی کاظم و علی بن موسی الرضا را درک کرده است. کتاب الصلوه و کتاب الصیام از جمله آثار او هستند. یونس بن عبدالرحمن، از اصحاب اجماع است که روایاتش مورد اعتماد همگان است. کتاب الصلوه، کتاب الصیام، کتاب الوصایا و کتاب البداء از جمله آثارش هستند.

## سرگذشت
یونس بن عبدالرحمن قمی که آزاد شده علی بن یقطین بوده است؛ از اصحاب و شاگردان ویژه امامان شیعه دوازده امامی است که در راستای مبارزه با جریان واقفیه تلاش‌های بسیاری داشت. وی، جعفر صادق را درک کرده بود، اما از او نقل روایت نکرده‌است. پس از جعفر صادق، موسی کاظم و علی بن موسی نیز درک کرده و از آنان نقل روایت داشته است. وی را مولی آل یقطین خوانده اند و به ابومحمد، مکنی بوده است. در سال ولادت او اختلاف است ولی همگی اتفاق دارند که در دوران حکومت عبدالملک به دنیا آمده است. وی به سال ۲۰۸ ه.ق از دنیا رفت و در مدینه به خاک سپرده شد.

### ماجرای سیلی
در روایتی که از لحاظ سندی، روایتی مرسل و ضعیف است آمده:
پس از کشته شدن علی بن موسی الرضا به دست مامون، تنها فرزند وی، محمد تقی بود که سن کمی داشت. شیعیان اولین بار با یک پدیده مواجه شدند که چگونه یک فرزند نابالغ، امامت آنان را برعهده بگیرد؛ بنابر روایتی در منابع شیعه، در جلسه ای که بین سران شیعه شکل گرفته بود؛ یونس بن عبدالرحمن برخاست و گفت: «امام بعدی کیست؟! تا این کودک (محمدتقی) بزرگ شود، چه فردی مسئولیت پاسخ‌گویی به پرسش‌ها و حل مشکلات را بر عهده خواهد گرفت؟» در این هنگام، ریّان بن صلت به خشم آمده و سیلی به گوش یونس بن عبدالرحمن زده و به او گوید: «ای ابن الفاعلة! تو پیش ما ادعای ایمان می‌کنی، ولی در دلت شک داری و مشرک هستی؟! اگر مقام امامت آن کودک از طرف خدا باشد، باید بدانی که تفاوتی میان کودک یک روزه و پیرمرد صدساله نیست! اما اگر از طرف خدا نباشد، حتی اگر او هزار ساله هم شود، با دیگر مردم تفاوتی نخواهد داشت! این معیار مهم، چیزی است که باید به آن توجه کرد!»

## جایگاه رجالی
در علم رجال، از یونس بن عبدالرحمن، مدح و ذم توام نقل شده اند. کشی گفته وی از اصحاب علی بن موسی الرضا بوده و از وکلای خاص او نیز گزارش شده است.

## اساتید
وی نزد دانشمندان شیعه، شاگردی کرده است که برخی از آنها عبارتند از:
1. عبدالله بن سنان
2. عبدالله بن مسکان
3. هشام بن سالم
4. هشام بن حکم
5. حماد بن عیسی
6. حماد بن عثمان رواسی
7. علی بن رئاب
8. حارث بن مغیره

## آثار
از وی کتاب های متعددی گزارش شده است:
1. کتاب السهو
2. الادب و الدلاله علی الخیر
3. کتاب الزکاة
4. جوامع الآثار
5. کتاب الشرائع
6. کتاب الصلاة
7. العلل الکبیر
8. اختلاف الحج
9. الاحتجاج فی الطلاق
10. علل الحدیث
11. کتاب الفرائض
12. کتاب الفرائض الصغیر
13. الجامع الفقیر فی الفقه
14. کتاب التجارات
15. تفسیر القرآن
16. کتاب الحدود
17. کتاب الآداب
18. المثالب
19. علل النکاح و تحلیل المتعه
20. البداء
21. نوادر البیوع
22. الرد علی الغلاة
23. ثواب الحج
24. کتاب النکاح
25. کتاب المتعه
26. کتاب الطلاق
27. کتاب المکاسب
28. کتاب الوضوء
29. کتاب البیوع و المزارعات
30. یوم و لیله
31. لولوء فی الزهد
32. الامامه
33. فضل القران